# Irigilla rufeolalis
Irigilla rufeolalis là một loài bướm đêm trong họ Crambidae.